# Sidhauli
Sidhauli è una suddivisione dell'India, classificata come nagar panchayat, di 19.536 abitanti, situata nel distretto di Sitapur, nello stato federato dell'Uttar Pradesh. In base al numero di abitanti la città rientra nella classe IV (da 10.000 a 19.999 persone).

## Geografia fisica
La città è situata a 27° 16' 60 N e 80° 49' 60 E e ha un'altitudine di 137 m s.l.m..

## Società

### Evoluzione demografica
Al censimento del 2001 la popolazione di Sidhauli assommava a 19.536 persone, delle quali 10.339 maschi e 9.197 femmine. I bambini di età inferiore o uguale ai sei anni assommavano a 3.080, dei quali 1.572 maschi e 1.508 femmine. Infine, coloro che erano in grado di saper almeno leggere e scrivere erano 12.422, dei quali 7.283 maschi e 5.139 femmine.